# Västerportkyrkan

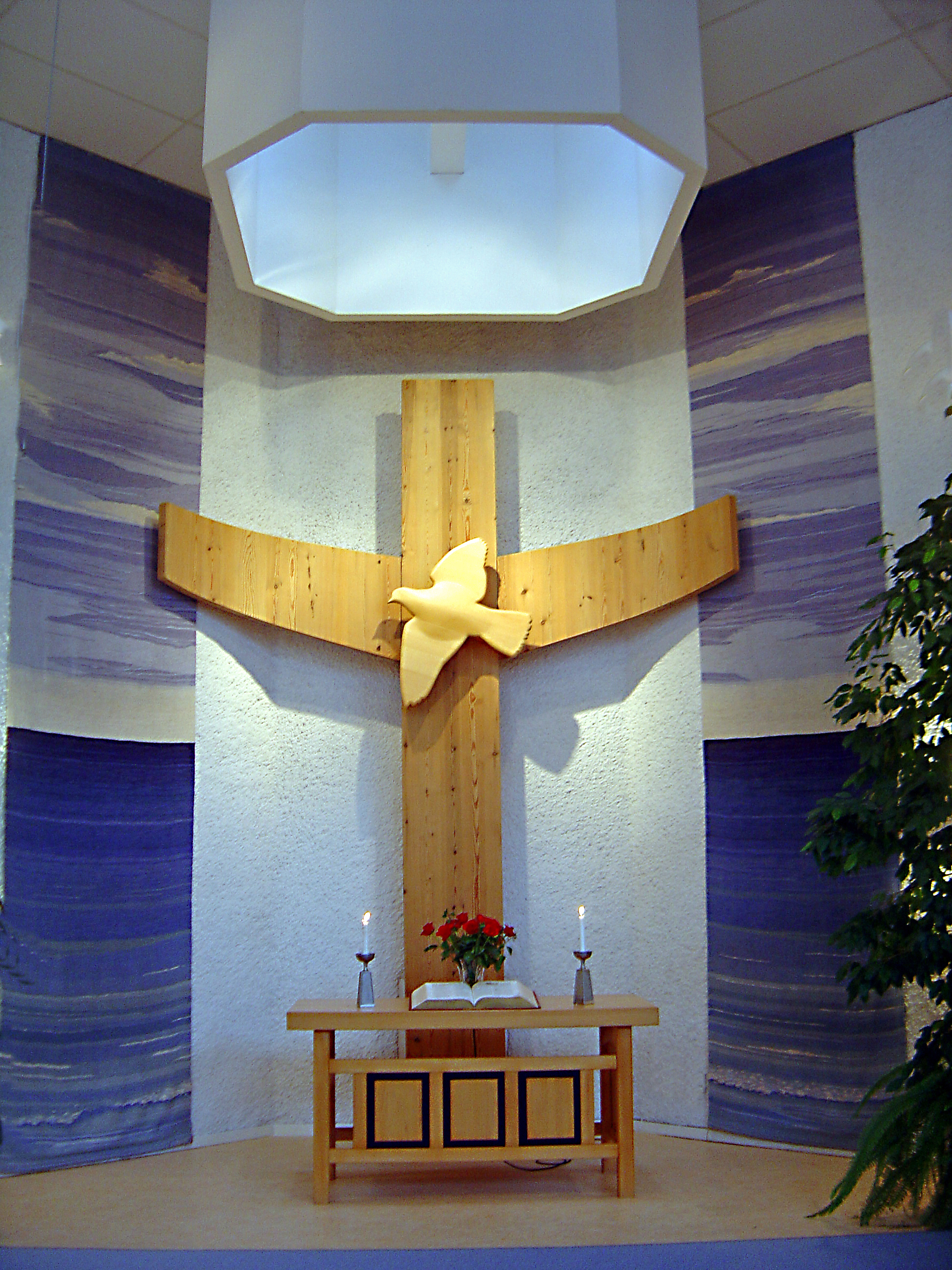
Interiör från kyrkans fondparti.

Västerportkyrkan är en kyrka i Kalmar tillhörig Västerportkyrkans församling. Kyrkan är belägen på Strömgatan  på Kvarnholmen.

## Historik
Västerportkyrkan bildades 1982 genom ett samgående mellan Kalmar missionsförsamling och Elimförsamlingen i Kalmar. Kyrkan invigdes 1983 och ligger på samma plats som den tidigare Missionskyrkan.

## Församlingen
Västerportkyrkans församling består sedan 1982 av före detta Kalmar Missionsförsamling som grundades under 1880-talet och av före detta Elimförsamlingen. Församlingen är ansluten till Equmeniakyrkan och samverkar även med Evangeliska Frikyrkan.
Hösten 2022 påbörjades att projekt med syfte att utveckla församlingen med gospelmusiken som grund och redskap.

## Ledarskap
Föreståndare och pastor är Peter Svanberg. Musikledare är Emma Berisson.

## Musik
Gospelkören Calmar Gospel tillhör och verkar i församlingen.  Kören leds av Emma Berisson och Jonas Walve. Kören är en masschoir där alla är välkomna att sjunga oavsett körvana. 

## Byggnaden
Fonden i kyrksalen har ett kors av trä, av formgivare Anders Wolke från Kalmar, utformat som en öppen famn med duvan, symbolen för den Heliga Anden. 

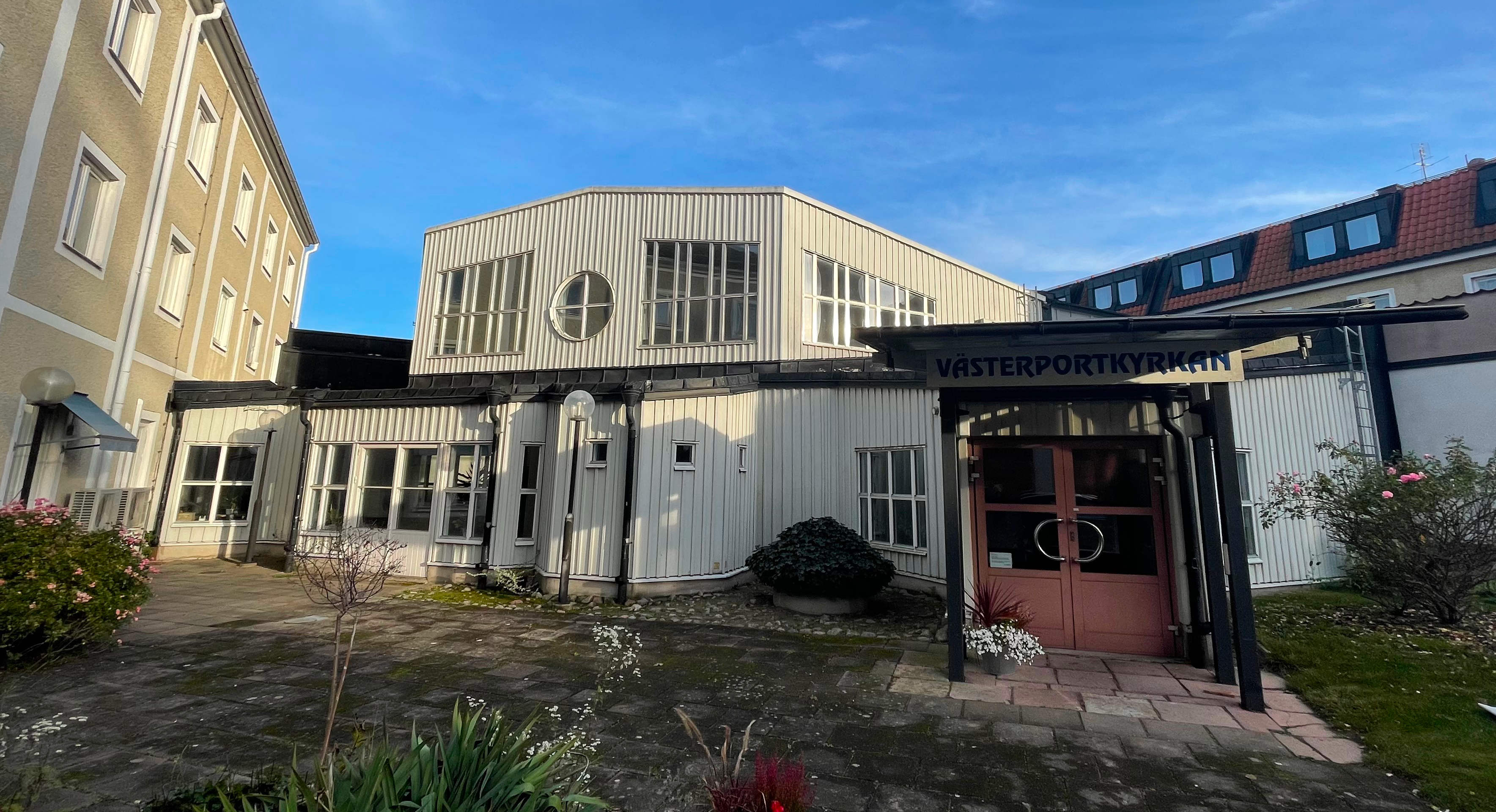
Västerportkyrkan

Den är omgiven av två vävnader, "Hav och Himmel", som är utförd av Eva Bogh-Gustafsson från Mönsterås. Idé och färgsättning till vävnaderna var av utföraren tillsammans med Anders Wolke. 